# KroniK
I KroniK sono stati un tag team di wrestling attivo all'inizio degli anni duemila nella World Championship Wrestling e nella World Wrestling Federation, composto da Brian Adams e Bryan Clark.

## Storia

### World Championship Wrestling (2000–2001)
Adams & Clark formarono un tag team nell'aprile 2000 nella World Championship Wrestling (WCW). La loro prima azione fu quella di interferire in un match per il titolo WCW World Tag Team Championship, aiutando Buff Bagwell & Shane Douglas a vincere le cinture.
Durante la loro permanenza in WCW, i Kronik effettuarono diversi turn heel e face - vincendo per due volte il WCW Tag Team Championship. Si caratterizzavano come coppia "muscolare". Quando la WCW venne acquisita dalla WWE, il contratto dei Kronik non venne rilevato dalla dirigenza di Stamford.

### World Wrestling Federation (2001)
Nel settembre 2001, Brian Adams & Bryan Clark apparvero nella World Wrestling Federation. Reclutati da Stevie Richards, i Kronik avrebbero dovuto aiutarlo ad appianare i dissidi che egli aveva avuto in passato con The Undertaker. Il 20 settembre 2001, durante una puntata di SmackDown, i Kronik debuttarono sul ring in WWE sconfiggendo i Kai En Tai. La permanenza nella federazione fu però di breve durata. Il duo combatté l'ultimo incontro qualche giorno dopo al ppv Unforgiven, perdendo contro gli allora campioni WCW Tag Team The Brothers of Destruction (Kane & The Undertaker). A seguito del match, sia Kane che Undertaker espressero il proprio malcontento per i numerosi errori commessi sul quadrato da Adams & Clark, caldeggiando così il loro rilascio.

### Circuito indipendente (2002–2003)
A seguito della loro fuoriuscita dalla WWF, i KroniK passarono alla World Wrestling All-Stars dove apparvero nel pay-per-view Revolution sconfiggendo Navajo Warrior & Ghost Walker in meno di cinque minuti.
Il team entrò quindi nella All Japan Pro Wrestling nell'estate del 2002, sconfiggendo Keiji Muto & Taiyo Kea per il titolo World Tag Team Championship il 17 luglio 2002. Difesero il titolo una volta sola, battendo Mike Barton & Jim Steele il 30 agosto 2002 prima di essere privati d'ufficio delle cinture in ottobre e lasciare la compagnia.
Tornarono in occasione dello show WRESTLE-1 del 19 gennaio 2003 perdendo un match contro Keiji Muto & Goldberg. Sia Adams che Clark si infortunarono seriamente durante il match, e furono costretti al ritiro. Adams è morto nell'agosto 2007.

## Nel wrestling
Mosse finali
- High Times (Double chokeslam)[4]
- Total Meltdown (Powerbomb (Clark) / Diving clothesline (Adams))[4]

## Titoli e riconoscimenti
World Championship Wrestling
- WCW World Tag Team Championship (2)

All Japan Pro Wrestling
- World Tag Team Championship (1)

Wrestling Observer Newsletter
- Worst Tag Team (2000 & 2001)
- Worst Worked Match of the Year (2001)  vs. The Undertaker & Kane a Unforgiven